# Impacto Profundo
Deep Impact (bra/prt: Impacto Profundo) é um filme catástrofe de ficção científica estadunidense lançado em 1998. Foi dirigido por Mimi Leder e escrito por Bruce Joel Rubin e Michael Tolkin, e estrelado por Robert Duvall, Téa Leoni, Elijah Wood, Vanessa Redgrave, Maximilian Schell, Leelee Sobieski e Morgan Freeman. Steven Spielberg foi produtor executivo do filme. Foi lançado pela Paramount Pictures na América do Norte e DreamWorks Pictures internacionalmente em 8 de maio de 1998. O enredo descreve as tentativas de um grupo que se prepara para destruir um grande cometa de onze quilômetros, que vai colidir com a Terra e causar uma extinção em massa.
Notavelmente, Impacto Profundo foi lançado no mesmo verão de seu rival Armageddon, com uma temática semelhante, que se saiu melhor nas bilheterias, embora os astrônomos descreveram Impacto Profundo como sendo mais cientificamente preciso. O filme arrecadou mais de US$ 349 milhões dólares em todo o mundo contra um orçamento de produção de US$ 80 milhões. Foi o último filme do cineasta Dietrich Lohmann.

## Elenco
- Robert Duvall como Capitão Spurgeon "Fish" Tanner
- Téa Leoni como Jenny Lerner
- Elijah Wood como Leo Beiderman
- Morgan Freeman como Presidente Tom Beck
- Vanessa Redgrave como Robin Lerner
- Maximilian Schell como Jason Lerner
- Rya Kihlstedt como Chloe
- Leelee Sobieski como Sarah Hotchner
- James Cromwell como ex-Secretário do Tesouro Alan Rittenhouse
- Ron Eldard como Dr. Oren Monash
- Aleksandr Baluev como Coronel Michail Tulchinsky
- Jon Favreau como Dr. Gus Partenza
- Laura Innes como Beth Stanley
- Mary McCormack como Andrea "Andy" Baker
- Richard Schiff como Don Beiderman
- Blair Underwood como Mark Simon
- Mike O'Malley como Mike Perry
- Charles Martin Smith como Dr. Marcus Wolf
- Dougray Scott como Eric Vennekor
- Kurtwood Smith como Otis Hefter
- Denise Crosby como Vicky Hotchner
- Jason Dohring como Jason
- Christopher Darga como líder da seção

## Produção
Desde 1976 que os produtores David Brown e Richard D. Zanuck tentam produzir o projeto Impacto Profundo, e queriam Steven Spielberg como diretor. Eles lançaram Spielberg como produtores em The Sugarland Express e o colocaram como diretor de Tubarão. Segundo Brown, ninguém mais sabe fazer cinema à maneira deles, "Fazemos filmes que, apesar de comerciais, têm cérebro". Mas Spielberg não pôde aceitar a direção de Impacto Profundo, pois já estava envolvido com Amistad, então lançado, e Saving Private Ryan, em finalização. Então, Spielberg se uniu a Brown e Zanuck no projeto, por meio de sua produtora, a DreamWorks, ajudou na escolha do elenco e indicou a diretora, Mimi Leder.
Jenny Lerner, a personagem interpretado por Téa Leoni, foi originalmente concebido para trabalhar para a CNN. A CNN rejeitou, porque seria "inapropriado". A MSNBC concordou em ser destaque no filme em vez disso, vendo como uma forma de ganhar exposição para a rede então recém-criada.
A diretora Mimi Leder explicou mais tarde que ela teria gostado de viajar para outros países para incorporar perspectivas adicionais, mas que não acabou tendo nenhum tempo ou o orçamento não permitiu. O supervisor de efeitos visuais Scott Farrar acreditava que a cobertura de eventos em todo o mundo teria distraído e prejudicaria as histórias dos personagens principais.

## Música
A música para o filme foi composta e conduzida por James Horner. Grande parte da pontuação utilizada para Deep Impact foi reciclada e reutilizada em O Homem Bicentenário, lançado no ano seguinte.
| N.º | Título                   | Duração |  |
| 1.  | "A Distant Discovery"    | 3:59    |  |
| 2.  | "Crucial Rendezvous"     | 3:58    |  |
| 3.  | "Our Best Hope"          | 13:24   |  |
| 4.  | "The Comet's Sunrise"    | 5:05    |  |
| 5.  | "A National Lottery"     | 8:25    |  |
| 6.  | "The Wedding"            | 4:00    |  |
| 7.  | "The Long Return Home"   | 4:43    |  |
| 8.  | "Sad News"               | 3:46    |  |
| 9.  | "Leo's Decision"         | 3:08    |  |
| 10. | "The President's Speech" | 4:29    |  |
| 11. | "Drawing Straws"         | 10:41   |  |
| 12. | "Goodbye and Godspeed"   | 11:34   |  |

## Recepção
Impacto Profundo estreou nas bilheterias da América do Norte com US$ 41 milhões dólares em vendas de ingressos. O filme arrecadou US$ 140 milhões na América do Norte e US$ 209 milhões internacionalmente, obtendo um total bruto de US$ 349 milhões. Apesar de seu concorrente Armageddon (que custou quase o dobro para ser produzido) ter uma temática semelhante, no verão de 1998, Impacto Profundo ainda era um sucesso de bilheteria e foi a maior abertura entre os dois. Internamente, ele se tornou o filme de maior bilheteria dirigido por uma mulher e manteve esse registro durante uma década até Crepúsculo reivindicar o recorde em 2008.
O filme teve uma recepção crítica mista. Baseado em 51 comentários recolhidos pelo site Rotten Tomatoes, 47% dos críticos gostaram do filme, com uma classificação média de 5,7/10. O Metacritic deu uma pontuação de 40 com base em 20 avaliações. O crítico de cinema Janet Maslin do jornal The New York Times disse que o filme "tem um tom mais pensativo do que esse gênero geralmente pede", no entanto Rita Kempley e Michael O'Sullivan, do The Washington Post criticaram o que eles viam como performances sem emoções e falta de tensão para o cenário.
No Brasil, o filme não foi bem recebido pela crítica. Pablo Villaça do portal Cinema em Cena criticou o roteiro do filme e o pouco tempo de efeitos especiais, escrevendo: "O roteiro não é só estúpido. Ele comete um pecado ainda maior ao julgar que os espectadores também o são. Ele quer que acreditemos, entre outras coisas: que um garoto de 14 anos é capaz de descobrir um gigantesco cometa que está vindo em direção à Terra, enquanto observatórios extremamente sofisticados espalhados pelo mundo não o fizeram; que uma repórter é capaz de arrancar a verdade sobre a tragédia do Governo americano dizendo, apenas 'que sabe tudo'; que um garoto é capaz de encontrar sua amada no meio de uma multidão de mais ou menos cem mil pessoas; que é possível se correr mais rápido do que uma onda gigantesca 'que se move com uma velocidade maior do que a do som'; e por aí afora". Carlos Gerbase também criticou o roteiro e os efeitos especiais por aparecerem perto do final do filme, escrevendo: "O argumento do filme pesa um milhão de toneladas (prestes a cair na cabeça dos espectadores) e a diretora tenta fazer um filme "sensível", com personagens cheios de dramas existenciais, pequenas tragédias domésticas e imagens 'delicadas'".